# Gulfstream

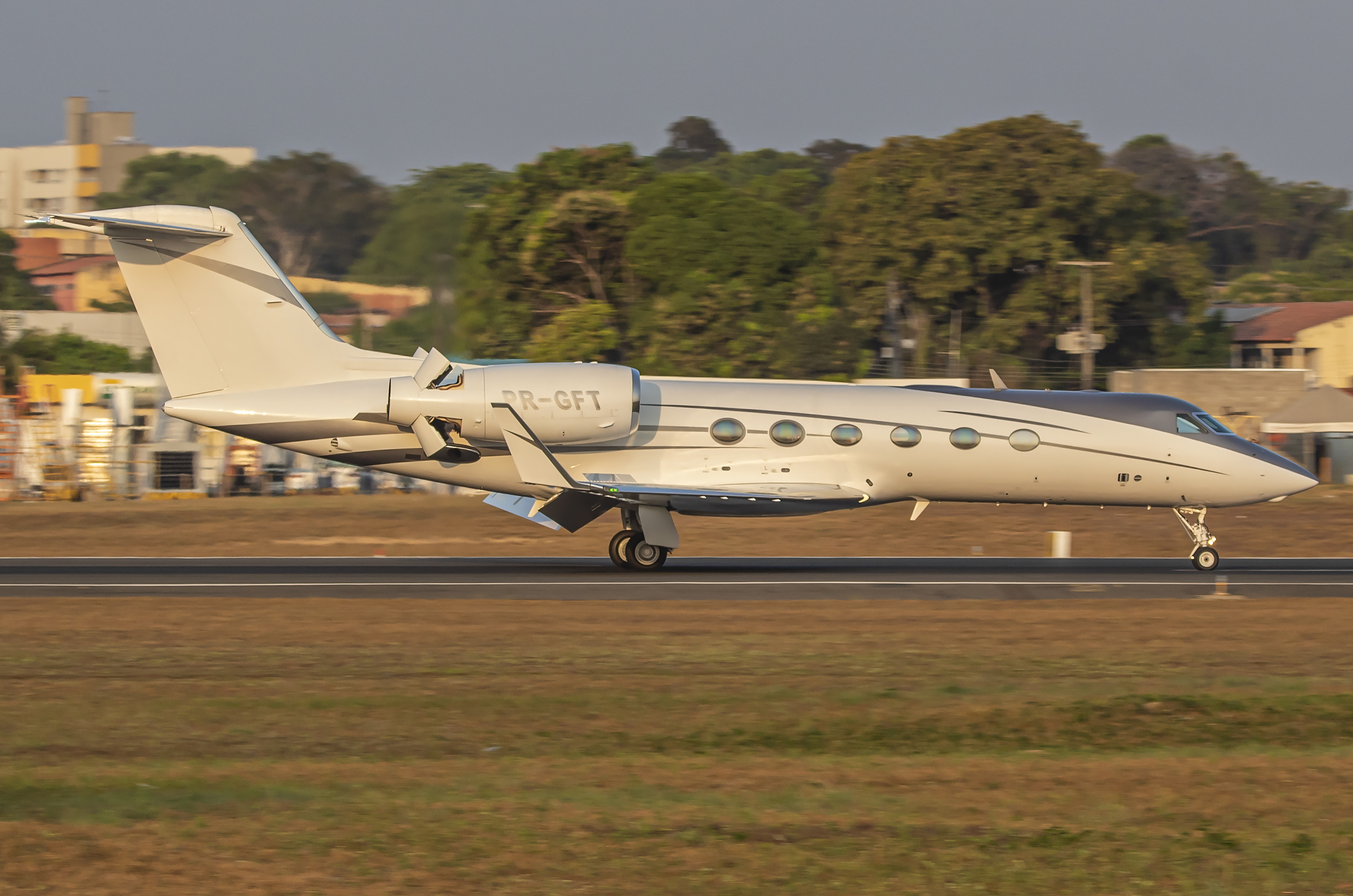
Gulfstream Aerospace G450 PR-GFT Aeroporto de Teresina - Brasil

Gulfstream Aerospace Corporation é uma empresa aeroespacial norte-americana, pertencente ao conglomerado General Dynamics desde 2001, que já produziu mais de 1500 aeronaves a jato para os mercados corporativo, privado, governamental e militar em todo o mundo. 

## História

### Grumman
Em 1957 a Grumman Aircraft Engineering Corporation lançou o turboélice Gulfstream I, o primeiro avião executivo da companhia, que até então era conhecida principalmente por seus projetos militares, como o caça wildcat e o bombardeio de mergulho TBM Avenger. 
O Gulfstream I teve um sucesso tão grande que a Grumman decidiu projetar uma versão, batizada de Gulfstream II.
Em 1967 a Grumman separou a atividades civis e militares, mudando a sede da Gulfstream para Savannah, no estado da Geórgia. A nova sede abrigou a construção e os testes do Gulfstream II com cerca de 100 funcionários. Em um ano a quantidade de pessoas na fábrica aumentou para 1000 pessoas. Em 1969 o último e 200º Gulfstream I foi entregue. A produção do Gulfstream II continuou até 1977, totalizando 255 unidades.

### Gulfstream Aerospace
Em 1978 a Grumman vendeu a Gulfstream, com sua linha de produção, para a American Jet Industries.  Allen Paulson se tornou o novo presidente e mudou o nome da empresa para Gulfstream American. Enquanto isso Paulson pressionava para o desenvolvimento do Gulfstream III, que voou pela primeira vez em 1979.
Em 1982 a quantidade de pessoas trabalhando na unidade de Savannah já passava de 2500, quando o nome foi trocado para Gulfstream Aerospace Corporation. No ano seguinte mais especificamente no dia 8 de abril, a Gulfstream lança suas ações na bolsa de valores. Em 1985 a Chrysler compra a Gulfstream para diversificar sua produção. Porém Allen Paulson, junto com a Forstmann Little & Co.,  comprou de volta a empresa, por 825 milhões de dólares.

### General Dynamics
Em 1999 a General Dynamics fez uma oferta de 5 bilhões de dólares pela Gulfstream, que foi aceita. No ano de 2001 a Gulfstream compra a Galaxy Aerospace e sua linha de produção, a partir daí os aviões de médio porte Astra SPX e Galaxy foram renomeados como Gulfstream G100 e G200 respectivamente. 
A partir de 2002, a designação das aeronaves foi alterada passando os modelos a serem diferenciados por um número romano em vez de número árabe: p.ex. G550 em vez de Gulfstream V.
Em 2003 o G450 é lançado para substituir os antigos G400 e em resposta à crise da aviação de 2001, a linha de produção em Savannah é fechada por um mês entre 30 de junho e 27 de julho. Em 2004 a Gulfstream recebe o prêmio Collier pelo G550, a primeira aeronave civil com o sistema FLIR de fábrica. Em março do mesmo ano o G350 é lançado como uma versão menor do G450.
Em 2006 a produção do G100 acabou em benefício ao G150, que o substituiu. A Gulfstream também anunciou um projeto de ampliação das instalações de Savannah incluindo movas áreas de venda e design e a criação de um centro de serviços e de mais 1100 empregos. Atualmente a Gulfstream está desenvolvendo o G250, uma versão melhorada do G200 com voo inaugural esperado para 2011.

## Modelos atuais

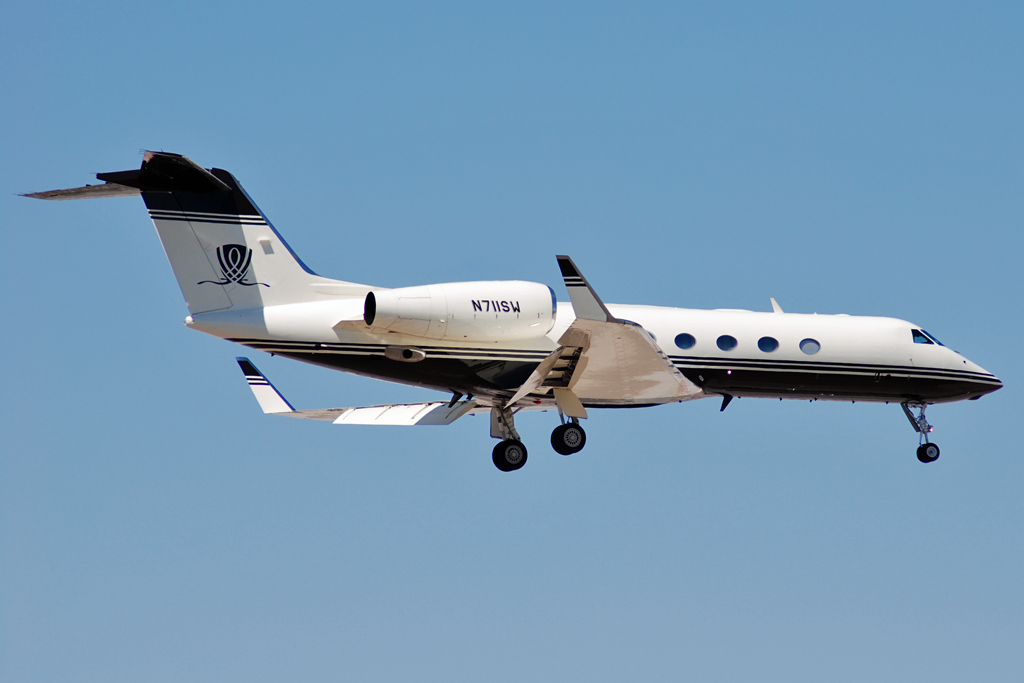
Gulfstream G650.

- G100/G150
- G200
- G300/G350
- G400/G450
- G500/G550
- G650
- G700